# Юрьевка (Царичанский район)
Ю́рьевка (укр. Юр'ївка) — село,
Юрьевский сельский совет,
Царичанский район,
Днепропетровская область,
Украина.
Код КОАТУУ — 1225688201. Население по переписи 2001 года составляло 680 человек, в 2025 году 550 человек.
Является административным центром Юрьевского сельского совета, в который, кроме того, входят сёла
Ненадовка,
Преображенка,
Семёновка и ликвидированное село
Кирилловка.

## Географическое положение
Село Юрьевка находится в 2,5 км от села Семёновка и в 4-х км от села Дмухайловка (Магдалиновский район).
По селу протекает пересыхающий ручей с запрудами.

## История
- Село Юрьевка было основано в первой половине XIX века.

## Объекты социальной сферы
- Школа I-II ст.
- Фельдшерско-акушерский пункт.
- Дом культуры.

## Достопримечательности
- Братская могила советских воинов.